# Miraculous World: Paris, les Aventures de Toxinelle et Griffe Noire
Miraculous World: Paris, les Aventures de Toxinelle et Griffe Noire - це 44 хвилинний спецепізод мультсеріалу «Леді Баг і Супер Кіт» що вийшов 21 жовтня 2023 року у Франції на каналі Disney Channel.

## Синопсис
У Парижі з'являються носії талісманів з іншого світу. Вони з паралельного всесвіту, де все навпаки: носії талісманів сонечка та чорного кота – Тіньова Баг і Пазур Нуар, є лиходіями, а володар талісману метелика – Гесперія, є супергероєм. Леді Баг і Супер Кіт повинні домогти Гесперії здолати атаку своїх злих двійників, і не дати їм забирати талісман Бражника. Чи зможуть наші герої допомогти Гесперії зробити Тіньову Баг і Пазура Нуара добрими?

## Виробництво
Виробництво цього спецепізоду почалося у 2022 році, у цьому ж році почалося виробництво ще двох нових невідомих спецепізодів.
Спочатку спецепізод мав назву «Into the Re-Verse».

## Цікаві Факти
- Події спецепізоду розгортаються після моменту коли Супер Кіт зачіпив своїм котоклізмом руку Монарха у епізоді Руйнування.

- В цьому спецепізоді вдруге за весь серіал показали нічне бачення носія талісману чорного кота.